# Gonjo
Gonjo, även känt som Gongjue på kinesiska, är ett härad (dzong) som lyder under Chamdo i Tibet-regionen i sydvästra Kina. Det ligger omkring 720 kilometer öster om regionhuvudstaden Lhasa. 